# Oilton (Oklahoma)
Oilton – miasto w Stanach Zjednoczonych, w stanie Oklahoma, w hrabstwie Creek.